# زیارت (مرکزی سراوان)
زیارت، روستایی در دهستان حومه بخش مرکزی شهرستان سراوان در استان سیستان و بلوچستان ایران است.

## جمعیت
بر پایه سرشماری عمومی نفوس و مسکن در سال ۱۳۹۵، جمعیت این روستا برابر با ۱٬۲۸۹ نفر (۳۵۳ خانوار) بوده‌است.